# Wolkenstein in Gröden
Wolkenstein in Gröden (ladinisch Sëlvaⓘ, italienisch Selva di Val Gardena) ist eine italienische Gemeinde mit 2630 Einwohnern (Stand 31. Dezember 2023) und ein Dorf in Gröden (ladinisch Gherdëina) in Südtirol. Zusammen mit St. Ulrich und St. Christina gehört sie zu den drei Gemeinden des Tals, in denen neben Deutsch und Italienisch auch Ladinisch Amtssprache ist.

## Lage und Beschreibung
Die 53,27 km² große, in Ladinien gelegene Gemeinde Wolkenstein nimmt den Talschluss von Gröden sowie ringsum befindliche Gebirgsstöcke der Dolomiten ein. Der Grödner Talgrund, wo sich neben dem Dorfkern (1540–1620 m s.l.m.) auch etwas südöstlich die Fraktion Plan (1580–1620 m) befindet, ist dicht besiedelt; im Westen reicht hier das Wolkensteiner Gemeindegebiet bis knapp vor das Ortszentrum von St. Christina (Santa Cristina), wo der in den Grödner Bach (Derjon) einmündende Cislesbach (Ruf de Cisles) in seinem unteren Verlauf die Gemeindegrenze darstellt.

Wolkenstein mit der Sellagruppe

Nördlich und nordöstlich der Siedlungsflächen umfasst die Gemeinde große Teile der Puezgruppe, die im Naturpark Puez-Geisler unter Schutz gestellt sind. Das bei Wolkenstein seinen Anfang nehmende, unbesiedelte Langental (Val) führt Richtung Nordosten tief in die Puezgruppe hinein. Westlich wird das Langental von der Stevia (2555 m) und vom Col dala Pieres (2747 m) begrenzt, über dem Talschluss erheben sich der Piz Duleda (2909 m), die Puezspitzen (2918 und 2913 m, Pizes de Puez) und der Puezkofel (2725 m, Col de Puez), auf seiner Ostseite zweigen zwei kleinere Seitentäler zur Gardenacia-Hochfläche hin ab, die den Lech de Crespëina (2380 m) trägt. Direkt östlich über Wolkenstein stehen die Cirspitzen (Pizes de Cir), die das Südende der Puezgruppe darstellen und durch das Grödner Joch (2121 m, Jëuf de Frea) von der Sellagruppe getrennt sind.
Im Südosten des Wolkensteiner Gemeindegebiets befinden sich Teile der Sellagruppe mit einer ganzen Reihe an Gipfeln – darunter der Piz Ciavazes (2828 m) und die Sellatürme – und dem Lech dl Dragon (2680 m). Im Südwesten Wolkensteins erhebt sich – von der Sellagruppe im Osten durch das Sellajoch (2218 m, Jëuf de Sela) getrennt – die Langkofelgruppe. Hier befinden sich die höchsten Gipfel auf Gemeindegebiet: der Langkofel (3181 m, Saslonch), die Fünffingerspitze (2996 m) und die Grohmannspitze (3126 m). Die Südgrenze von Wolkenstein entspricht der Provinzgrenze zum Trentino.

## Klima
Die durchschnittliche Tageshöchsttemperatur in den Sommermonaten liegt zwischen 18 und 20 °C, die durchschnittlichen nächtlichen Tiefstwerte in den Wintermonaten bei −7 bis −5 °C. Die durchschnittliche Lufttemperatur in Wolkenstein beträgt 5,0 °C, der jährliche Niederschlag 1044 mm. Im Schnitt ergibt sich die höchste Niederschlagsmenge im August mit 170 mm, während der Februar mit etwa 30 mm der trockenste Monat ist. Diese Werte wurden von der Wetterstation in Plan auf 1594 Metern im Zeitraum 2006–2020 gemessen.
|                        | Jan  | Feb  | Mär  | Apr  | Mai   | Jun   | Jul   | Aug   | Sep  | Okt  | Nov  | Dez  |   |         |
| Mittl. Temperatur (°C) | −4,1 | −3,0 | 0,1  | 4,6  | 8,0   | 12,3  | 14,4  | 13,6  | 9,9  | 5,5  | 0,9  | −3,0 | ⌀ | 5       |
| Mittl. Tagesmax. (°C)  | −0,9 | 0,9  | 4,6  | 9,5  | 13,1  | 17,9  | 20,2  | 18,9  | 14,6 | 9,3  | 3,7  | −0,2 | ⌀ | 9,3     |
| Mittl. Tagesmin. (°C)  | −7,2 | −6,9 | −4,5 | −0,3 | 2,9   | 6,7   | 8,6   | 8,3   | 5,1  | 1,7  | −2,0 | −5,7 | ⌀ | 0,6     |
|                        |      |      |      |      |       |       |       |       |      |      |      |      |   |         |
| Niederschlag (mm)      | 30,6 | 30,4 | 46,9 | 60,6 | 104,8 | 135,6 | 151,6 | 170,1 | 95,3 | 87,1 | 79,9 | 50,7 | Σ | 1.043,6 |
|                        |      |      |      |      |       |       |       |       |      |      |      |      |   |         |
| Regentage (d)          | 5    | 6    | 7    | 9    | 13    | 15    | 14    | 13    | 9    | 8    | 8    | 7    | Σ | 114     |

| −7,2 |

| −6,9 |

| −4,5 |

| −0,3 |

| 2,9 |

| 6,7 |

| 8,6 |

| 8,3 |

| 5,1 |

| 1,7 |

| −2,0 |

| −5,7 |

| −7,2 |

| −6,9 |

| −4,5 |

| −0,3 |

| 2,9 |

| 6,7 |

| 8,6 |

| 8,3 |

| 5,1 |

| 1,7 |

| −2,0 |

| −5,7 |

| N i e d e r s c h l a g | 30,6 | 30,4 | 46,9 | 60,6 | 104,8 | 135,6 | 151,6 | 170,1 | 95,3 | 87,1 | 79,9 | 50,7 |
|                         | Jan  | Feb  | Mär  | Apr  | Mai   | Jun   | Jul   | Aug   | Sep  | Okt  | Nov  | Dez  |

## Geschichte
1978 bis 1980 wurden unterhalb des Grödner Joches (Plan de Frea) zahlreiche Funde freigelegt, die beweisen, dass Menschen bereits in der Altsteinsteinzeit hier gesiedelt haben. In den Bergen (Tramans, Chedul, Plan de Frea, Pra da Ri) wurden Rastplätze vorzeitlicher Jäger und Sammler gefunden. Streufunde wurden auch in der Steinernen Stadt auf dem Sellajoch getätigt. 800 bis 500 v. Chr. gab es den Troi Paian, einen Saumpfad, der vom Eisacktal über Wolkenstein nach Buchenstein führte.
Das ladinische Toponym ist 1166 als Silva erstmals genannt und bedeutet ‚Wald‘, während die deutsche Bezeichnung erstmals im Jahre 1237 als Wolchenstain verschriftlicht wurde. Der Name leitet sich von der Adelsfamilie Wolkenstein-Trostburg ab. Der Name ist im Tiroler landesfürstlichen Urbar Graf Meinhards II. von Tirol-Görz von 1288 als ze Wolchenstein genannt. Die Grafen zu Wolkenstein residierten im Schloss Wolkenstein, dessen Ruinen noch heute an den Wänden des Steviaberges besichtigt werden können. Das Wappen der Grafen von Wolkenstein ist seit 1968 auch Wappen der Gemeinde.
Bis zum Hochmittelalter war das Gebiet weitgehend bewaldet und die Siedlungen waren nicht dauerhaft. Erst um 1200 wurden aus Sommeralmen dauerhafte Niederlassungen. 1225 ist Heinrich von Kastelruth als Besitzer eingetragen, 1293 erwarb Randolf von Villanders, der Ahnherr der Grafen von Wolkenstein, die Burg. In dieser Urkunde sind sieben Höfe angegeben. Der Dichter und Minnesänger Oswald von Wolkenstein (1377–1445) ist bereits im Tal nachgewiesen. 1503 wurde die erste Kapelle in Wolkenstein eingeweiht, diese wurde erst 1877 durch eine neue, größere Pfarrkirche am gleichen Ort ersetzt.
1853–1856 wurde eine Straße von Waidbruck nach St. Ulrich gebaut, diese wurde nach Wolkenstein verlängert. Eine Schmalspurbahn wurde während des Ersten Weltkriegs durch russische Kriegsgefangene angelegt, allerdings 1960 wieder eingestellt.
Die ersten Touristen in Wolkenstein waren Alpinisten aus England und Österreich, die Dolomitengipfel bestiegen. Auch das Königshaus Savoyen kam zur Sommerfrische. Zu Beginn des 20. Jahrhunderts gab es bereits zehn Gasthöfe mit einer Kapazität für 580 Gäste in Wolkenstein. Der Erste Weltkrieg bedeutete ein abruptes Ende für den Tourismus, der erst ab 1920 wieder einsetzte. Trotzdem waren die Gästezahlen noch relativ bescheiden.
Die größten Umwälzungen erlebte Wolkenstein nach dem Zweiten Weltkrieg: bis dahin war Wolkenstein ein Bergbauerndorf, in dem das Leben entbehrungsreich und hart war. Ab den 1950er Jahren wurde der Tourismus stetig ausgebaut, heute ist der Fremdenverkehr die Haupteinnahmequelle der Bewohner. Betrugen die Nächtigungen im Jahre 1969 noch 510.000 pro Jahr, waren das 1988 bereits über eine Million und 2017 mehr als 1,2 Millionen.
Einen entscheidenden Schub erlebte Wolkenstein durch die Schiweltmeisterschaften 1970. Bis dahin war der Sommertourismus entscheidend gewesen, durch die Weltmeisterschaften erlebte die Wintersaison einen wesentlichen Aufschwung. Durch die gemeinsame Vermarktung und vor allem durch die Entwicklung eines gemeinsamen Schipass im Jahr 1974 im Skiverbund Dolomiti Superski wurde der Wintersport zu einer wesentlichen Komponente. Ab den 80er Jahren hat auch der Sommertourismus zugenommen, im Grödner Tal liegt er bei ca. 40 % Nächtigungen im Sommer zu 60 % Nächtigungen im Winter.

## Politik
Die letzten Kommunalwahlen in Wolkenstein fanden am 4. Mai 2025 statt, dabei wurden der Gemeinderat und der Bürgermeister gewählt. Abstimmungsberechtigt waren 2133 eingetragene Wähler, abgestimmt haben 1487, was eine Wahlbeteiligung von 69,71 % ergab.
Bei der Wahl hat die SVP 55,94 % der Stimmen und 8 Sitze, die Bürgerliste 44,06 % der Stimmen und 7 Sitze erhalten. Tobias Nocker von der SVP wurde zum Bürgermeister gewählt.
Die Bürgermeister seit 1952 in Wolkenstein waren:
- 1952–1960: Anton Vinatzer
- 1960–1964: Rodolfo Kasslatter
- 1964–1980: Franz Costa
- 1980–1985: Ferdinand Mussner
- 1985–1996: Hermann Senoner
- 1996–2010: Roland Demetz
- 2010–2015: Peter Mussner
- 2015–2025: Roland Demetz
- seit 2025: Tobias Nocker

## Bevölkerung
Wolkenstein ist gemäß den erhobenen Sprachgruppenzugehörigkeitserklärungen bzw. Sprachgruppenzuordnungserklärungen eine mehrheitlich ladinischsprachige Gemeinde. Als Berechnungsgrundlage der folgenden Prozentwerte wurden die gültigen Erklärungen von Personen mit italienischer Staatsbürgerschaft herangezogen.
| Sprache     | 1981    | 1991    | 2001    | 2011    | 2024    |
| ----------- | ------- | ------- | ------- | ------- | ------- |
| Ladinisch   | 87,83 % | 88,31 % | 87,84 % | 89,74 % | 87,18 % |
| Deutsch     | 6,09 %  | 5,98 %  | 5,97 %  | 5,15 %  | 4,63 %  |
| Italienisch | 6,09 %  | 5,72 %  | 6,18 %  | 5,11 %  | 8,20 %  |

## Wirtschaft und Infrastruktur

### Wirtschaftsstruktur

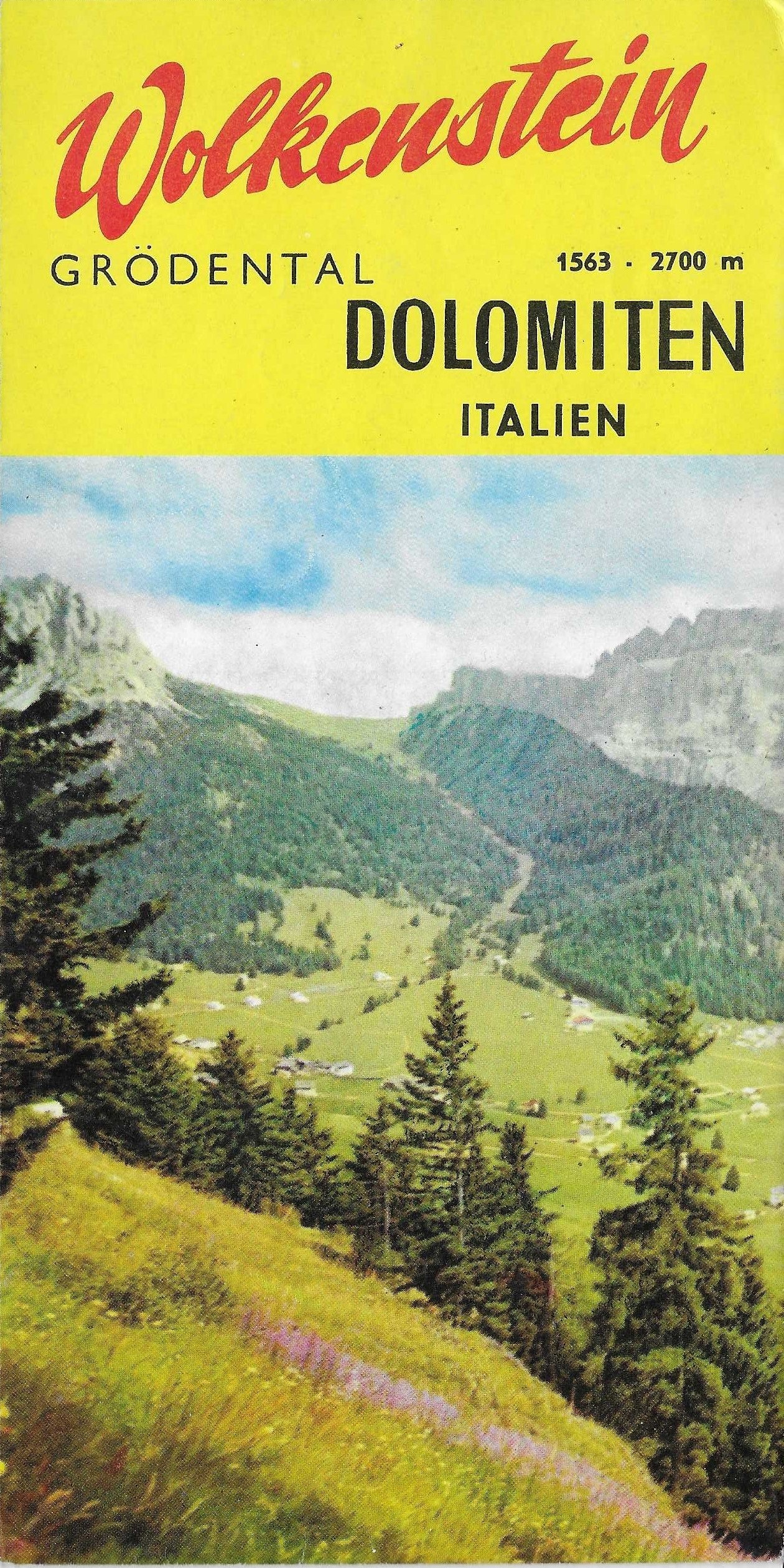
Touristischer Prospekt von ca. 1960

Hauptwirtschaftszweig ist mit 8.700 Gästebetten und 1.300.000 Nächtigungen pro Jahr der Fremdenverkehr, der daher auch das Dorfbild massiv prägt. Besonders wichtig ist (wie auch in den anderen Grödner Gemeinden) der Wintersport: Wolkenstein ist einer der Einstiegsorte für die Sellaronda, die Umrundung des Sellamassivs per Ski.

### Bildung
In der Gemeinde gibt es eine Grundschule und eine Mittelschule für die ladinische Sprachgruppe. Beide Schulen gehören zu einem Schulsprengel mit Sitz in Wolkenstein, der zusätzlich die Grundschule der Nachbargemeinde St. Christina verwaltet. Außerdem gibt es in Wolkenstein einen Kindergarten.

### Verkehr
Verkehrstechnisch erschlossen ist die Gemeinde in erster Linie durch die SS 242. Diese führt vom westlich gelegenen Eisacktal aus über St. Ulrich (Urtijëi) – dem Zentrum von St. Christina mit der Umfahrungsstraße im Süden ausweichend – nach Wolkenstein. Von dort steigt sie südlich zum Sellajoch an und verbindet die Gemeinde mit Canazei (Cianacèi) im Trentiner Fassatal (Fascia). In östliche Richtung überwindet zudem die SS 243 das Grödner Joch nach Corvara im Südtiroler Gadertal (Val Badia).

## Sehenswürdigkeiten
- Die Pfarrkirche „Maria Himmelfahrt“
- Die Silvester-Kapelle im Langental mit über 300 Jahre alten Fresken über das Leiden Jesu
- Bis 1960 war der Ort durch die Grödner Bahn mit St. Ulrich und Klausen verbunden. Die Bahnstrecke wurde hauptsächlich von russischen Kriegsgefangenen gebaut, die im Ersten Weltkrieg als Zwangsarbeiter eingesetzt wurden. Heute ist die ehemalige Trasse zum Wander- und Fahrradweg ausgebaut, zahlreiche Denkmäler und historische Bilder am Weg erinnern an die Bau- und Betriebszeit.
- Die Burgruine Wolkenstein, Höhenburg am Eingang des Langentals, in einer Felswand gelegen
- Die Fischburg

## Alpinismus
Um Wolkenstein gibt es eine breite Palette von Möglichkeiten alpinen Sport auszuüben, sowohl im Winter, aber zunehmend auch im Sommer. Auf dem Gemeindegebiet befinden sich die Puezhütte (2475 m), Steviahütte (2312 m) und Juac-Hütte (1903 m), die als Stützpunkte dienen.

### Schifahren

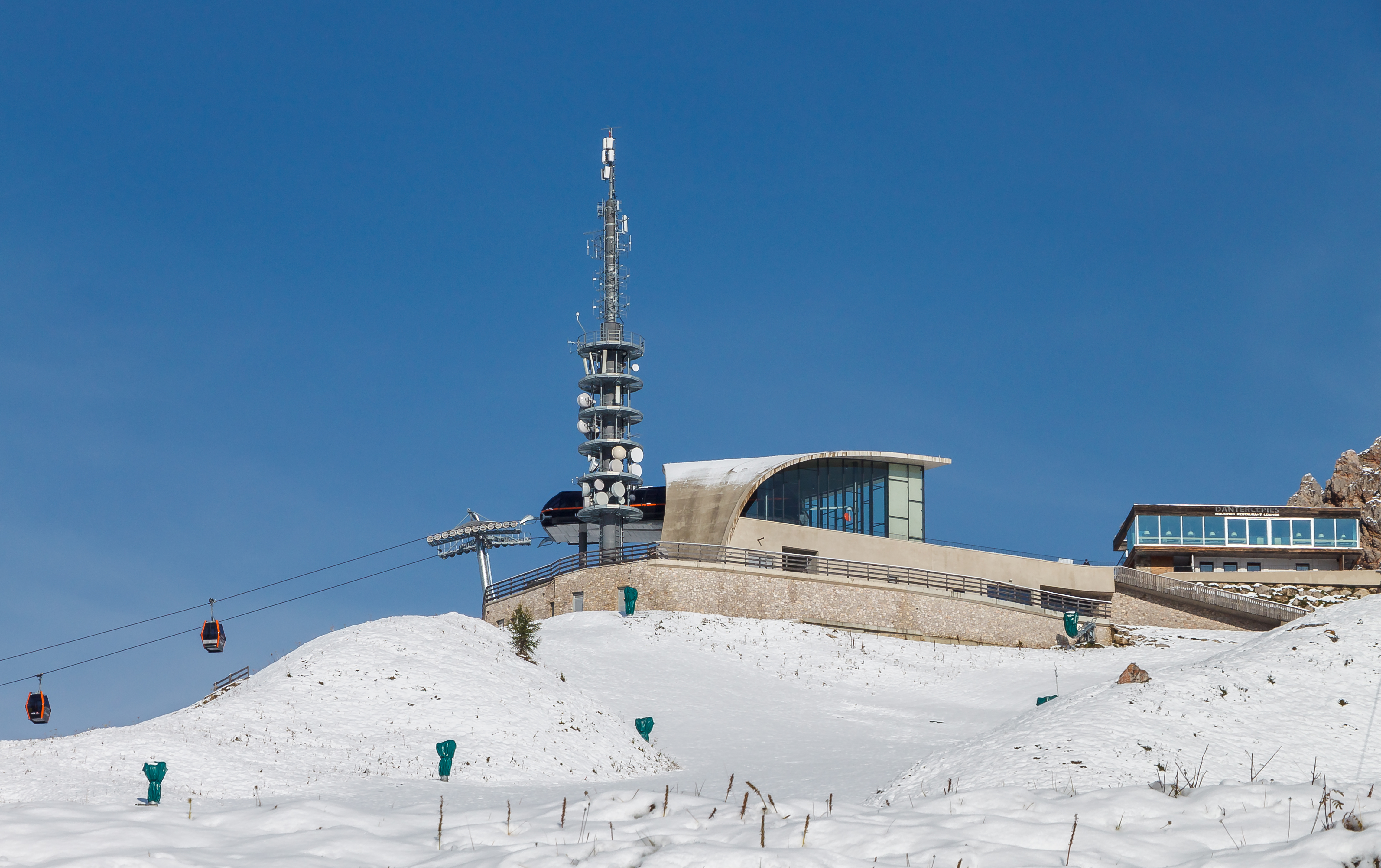
Bergstation der Dantercepies-Seilbahn

In direkter Umgebung von Wolkenstein finden sich mehrere Schigebiete, so am Sellajoch das Schigebiet Col Rodella, in der Langkofelgruppe Plan de Gralba, Ciampinoi (mit der bekannten Saslong-Weltcupabfahrt) und Monte Pana/Mont de Sëura. Wolkenstein ist auch direkt angebunden an die Sella Ronda, das den Sellastock komplett umrundet. Die Schigebiete sind Teil des Schiverbundes Dolomiti Superski.
Gröden war Austragungsort der alpinen Schiweltmeisterschaften 1970, mit der Dantercepies-Piste in Wolkenstein. Im Schiweltcup zählt die Abfahrt auf der Saslong zu den Klassikern.
Im nahe gelegenen Langental gibt es mehrere Langlaufloipen in unterschiedlichen Schwierigkeiten.

### Wandern

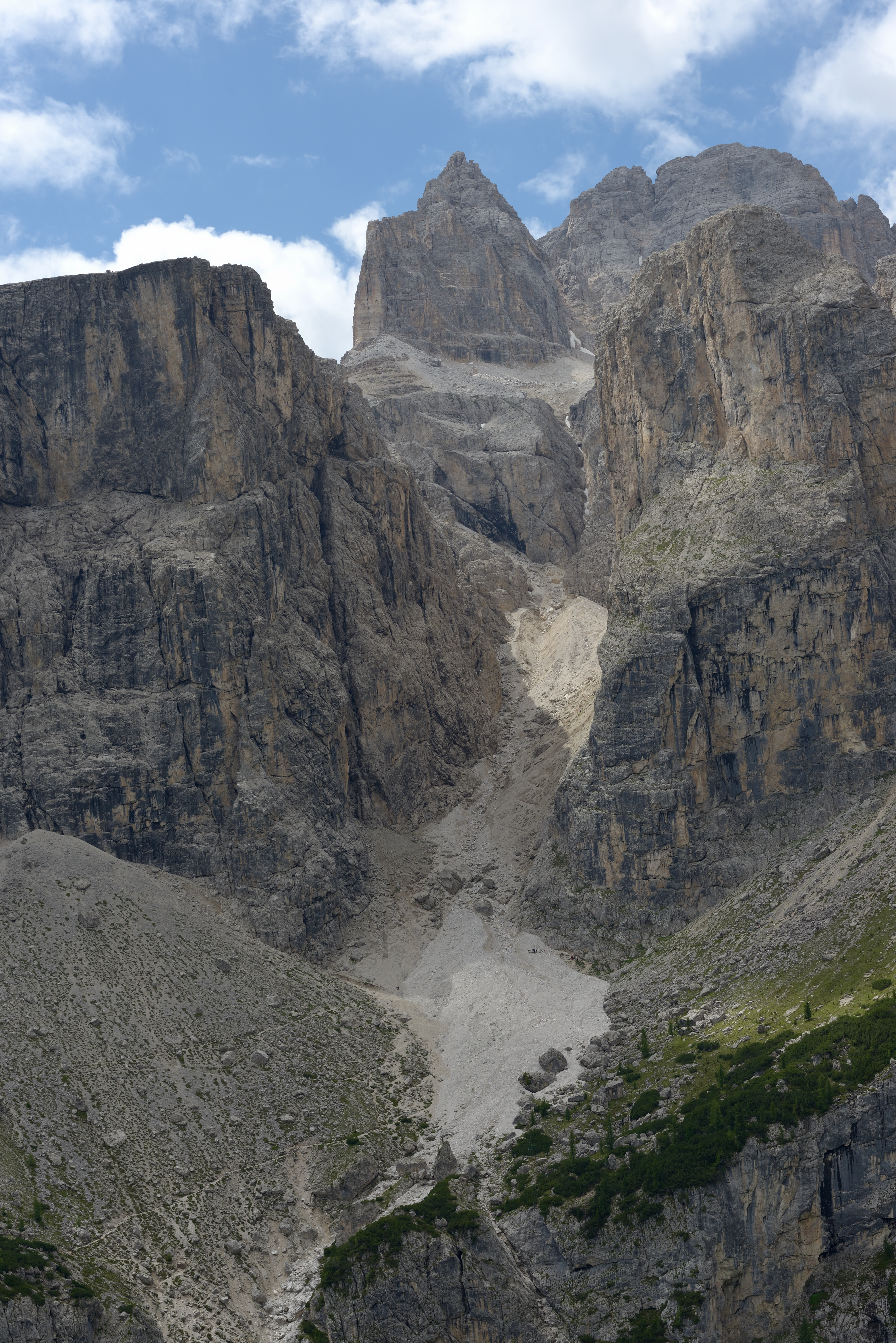
Das Val Setus im Sella-Massiv, rechts der Campideller Turm

Die Umgebung von Wolkenstein bietet für Wanderer eine reiche Palette an Möglichkeiten von einfachen Wegen bis zu langen, hochalpinen Touren. Hauleitner nennt einige als besonders erwähnenswert:
Die Puez-Plateau-Überschreitung ist eine unschwierige, aber lange Wanderung über das Puez-Plateau, in einem Bogen um den Canyon herum und durch das schöne Langental. Die Rundwanderung startet und endet in Wolkenstein, im Anstieg sind 480 m (dank Aufstieg mit einem Sessellift) und im Abstieg 1120 m zu überwinden.
Eine andere beliebte, aber schwierige Tour ist die Wanderung von Wolkenstein zur Pisciadùhütte in der Sella. Der Sellastock erlaubt nur wenige einfache Aufstiege aus dem Tal in die Sella, eine ist der Weg durch das Val Setus hinauf zum Sella-Ringband. Diese anstrengende Steilanstieg erfordert Trittsicherheit und Schwindelfreiheit, erlaubt aber grandiose Ausblicke. Es sind 520 Höhenmeter zu überwinden und benötigt etwa 2½ Stunden.

### Laufsport
Rund um den Langkofel verläuft die 21 km lange und rund 900 Höhenmeter umfassende Strecke des Berglaufs Dolomites Saslong Half Marathon, der mit Start- und Zielpunkt Monte Pana jedes Jahr im Sommer stattfindet.

### Radsport
Um Wolkenstein und insbesondere auf der benachbarten Seiser Alm gibt es ein Netz von Single Trails und Radwegen, die sowohl für Mountainbiker als auch für Fahrer von Trekkingrädern interessant sind. Bei der Bergstation der Bahn Wolkenstein-Ciampinoi gibt es den „Freeride Park Ciampinoi“, der eine Downhill-Strecke für Mountainbikes mit einem Höhenunterschied von 568 m anbietet; die Strecke endet im Wolkensteiner Ortsteil Plan. Die Sella Ronda Rad ist eine 66 km lange Bergtour, die vier Pässe und vier Täler durchquert, diese kommt auch im Grödner Tal vorbei.

### Klettersteige
Rund um Wolkenstein gibt es einige vom DAV empfohlene Klettersteige, zwei davon sind in der Langkofelgruppe: einerseits der klassische und anspruchsvolle Oskar-Schuster-Steig, der an die 1450 m Höhendifferenz (im Abstieg) überwindet und eine Gehzeit von 7,5 Stunden beansprucht. 2021 wurde in der Langkofelscharte die Via Ferrata Furcela de Saslonch eingerichtet. Diese überwindet 530 Höhenmeter und benötigt eine Gehzeit von ungefähr 3,5 Stunden. Da die Strecke direkt an der Stehgondelbahn bei der Toni-Demetz-Hütte endet, kann der Abstieg auch mit der Bahn erfolgen, die Gehzeit verkürzt sich dann entsprechend.
Einer der ältesten Klettersteige in den Dolomiten ist der Pößnecker Klettersteig an der Piz Selva, der bereits 1912 eröffnet wurde. Der Steig wurde 2022 komplett saniert. Der Steig gehört zu den anspruchsvolleren Klettersteigen mit einer Schwierigkeit von C/D vor allem in den ersten Passagen, benötigt mit Abstieg rund 6–8 Stunden (je nach Führerautor unterschiedlich). Zu nennen wäre auch der Klettersteig am Sass Rigais, der eine Höhendifferenz von rund 1000 m überwindet und eine Gehzeit von 5 Stunden beansprucht.

### Sportklettern und Bouldern

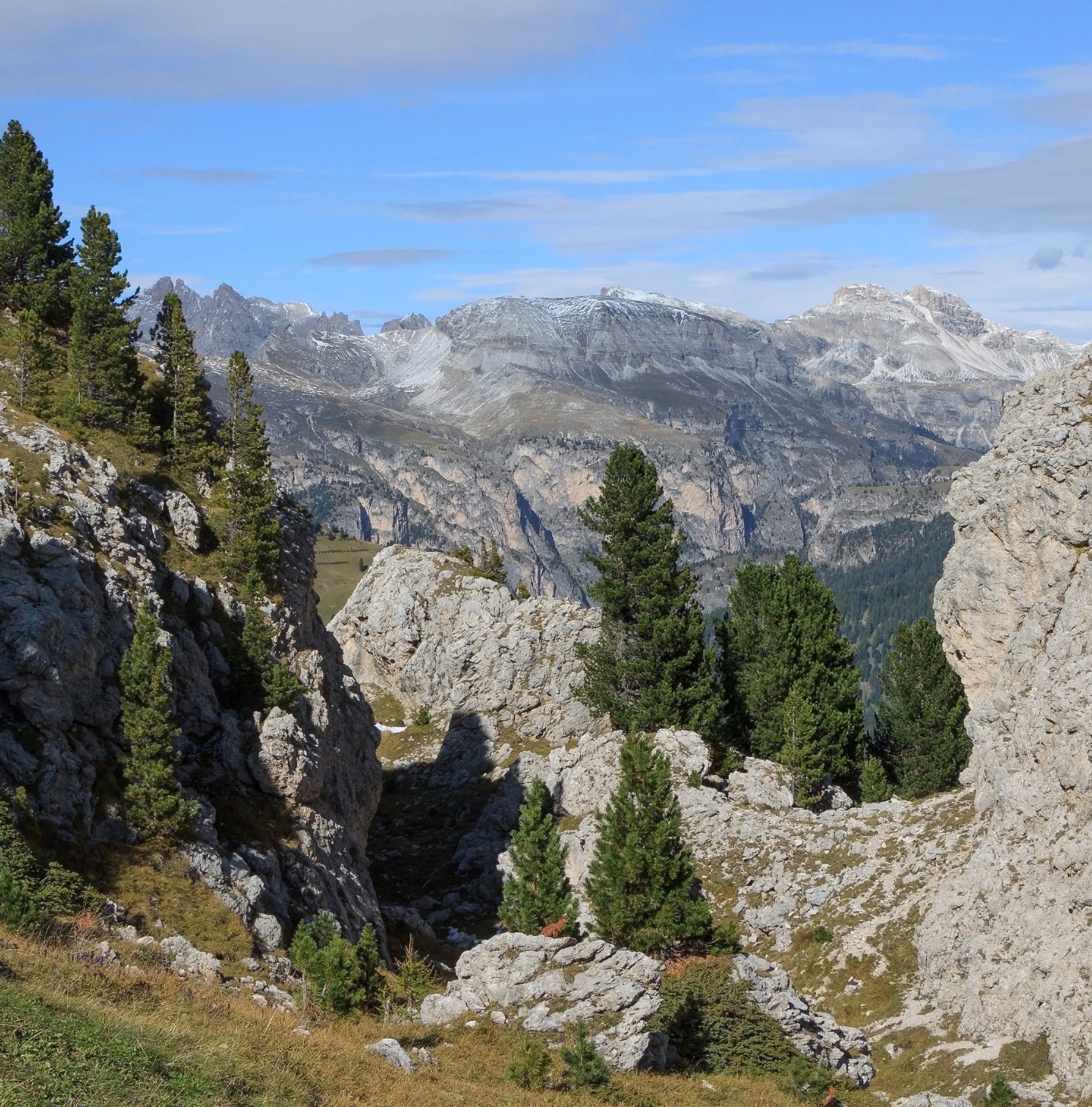
Steinerne Stadt am Sellajoch

Das größte Sportklettergebiet in der Gegend ist am Sellajoch die sogenannte Steinerne Stadt. Diese ist durch einen gewaltigen Felssturz aus der Langkofel-Ostwand entstanden und besteht aus weit über hundert Felsblöcken, von eher kleinen bis zu gewaltigen Blöcken in Größe eines Hauses. Die Blöcke weisen einen griffigen Fels auf, dieser ist ideal für Sportkletterer und Boulderer. Die über 220 Routen und 50 Boulderprobleme sind kurz (5 m bis 25 m) und weisen Schwierigkeiten von leicht bis schwierig auf.
2012 wurde am Ende der Langkofelscharte ein kleiner Klettergarten eingerichtet, der 24 eher kurze Routen bietet. Durch die Nähe zur Steh-Gondelbahn ist dieser auch leicht zu erreichen.
In unmittelbarer Nähe zum Ort befindet sich rechts vom Eingang ins Langental hinter der Militärschule ein kleiner Klettergarten. Seine leichten Routen sind sehr gut abgesichert und ermöglichen es auch dem Anfänger, sich sicher im Fels zu üben.

### Alpines Klettern
Die Sellagruppe gehört zu den beliebtesten und meistbesuchten Klettergebieten der Dolomiten. Hier ist jede Art von alpiner Kletterei möglich, fast alle Touren sind Mehrseillängentouren, bieten guten Fels und (meist) leichten Zugang von den Passstraße. Trotzdem haben die Touren hochalpinen Charakter und sollten nicht unterschätzt werden. Zur Sellagruppe im Umfeld Wolkenstein gehören die Sellatürme, der Piz Ciavazes mit seinen sonnigen Platten und die Langkofelgruppe mit eher schroffen und wilden Ambiente. Alleine in diesem Gebiet gibt es über 300 lange alpine Touren.

### Sportstätten
Wolkenstein besitzt ein Eisstadion, eine Tennishalle und ein Fußballfeld in Plan. Der Eishockeyclub HC Gherdëina spielt in Wolkenstein.

## Persönlichkeiten
In Wolkenstein geboren:
- Irmengard Senoner (* 1942), Äbtissin
- Gerhard Mussner (* 1943), Skirennläufer
- Carlo Senoner (* 1943), Skirennläufer
- Adolf Insam (* 1951), Eishockeyspieler und -trainer
- Michaela Marzola (* 1966), Skirennläuferin
- Karl Unterkircher (1970–2008), Bergsteiger
- Marco Insam (* 1989), Eishockeyspieler
- Max Perathoner (* 2003), Skirennläufer

Mit Wolkenstein verbunden:
- Emilio Comici (1901–1940), Bergsteiger
- Giovanni Delago (1903–1987), Skilangläufer
- Hans Nogler (1919–2011), Skirennläufer
- Sophie Nogler (1924–2015), Skirennläuferin
- Werner Perathoner (* 1967), Skirennläufer
- Peter Runggaldier (* 1968), Skirennfahrer
- Alan Perathoner (* 1976), Skirennläufer
- Belsy (* 1984), Sängerin
- Evelyn Insam (* 1994), Skispringerin
- Alex Vinatzer (* 1999), Skirennläufer

Wolkenstein in Gröden
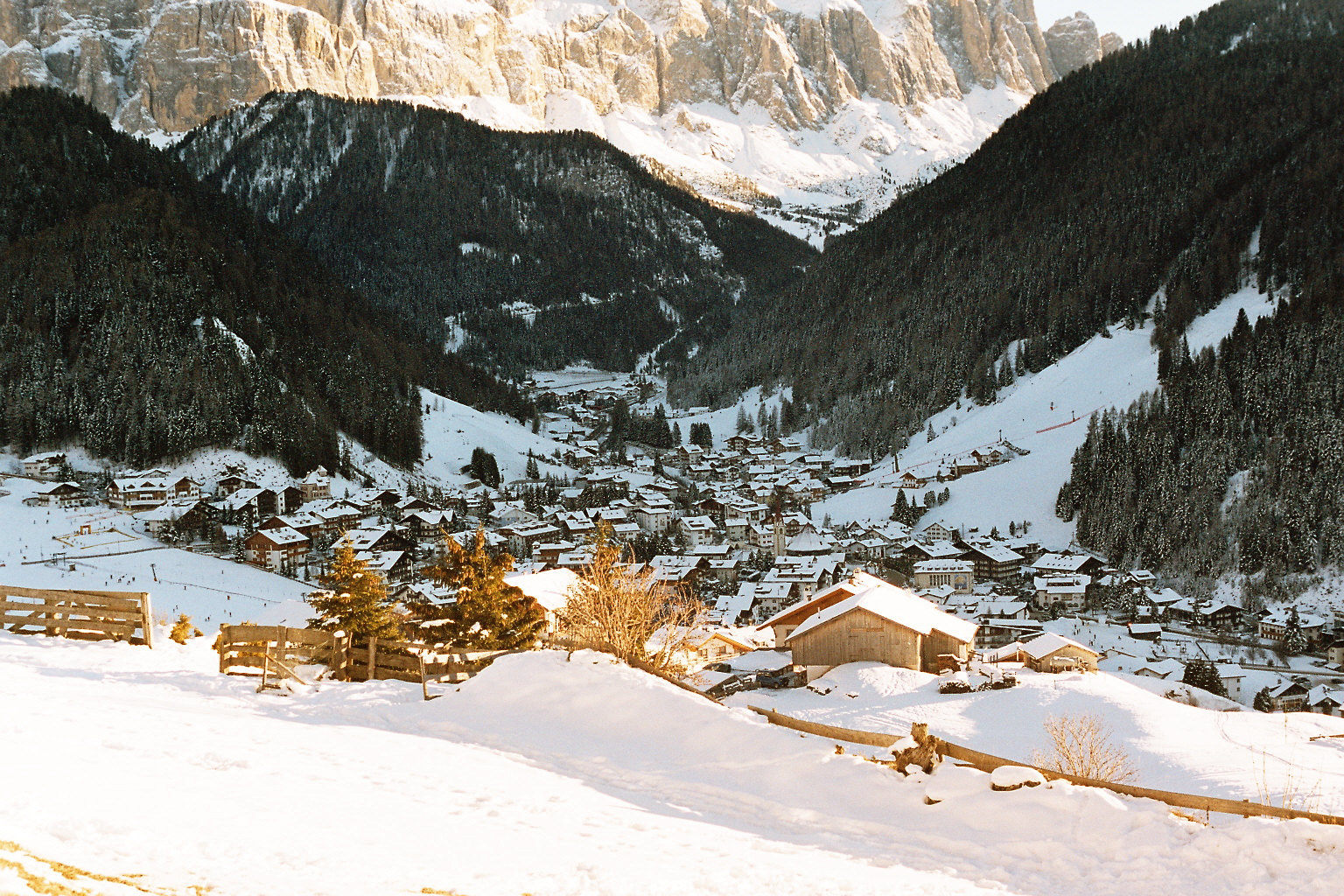
Wolkenstein im Jahr 2005 mit dem Sellastock im Hintergrund
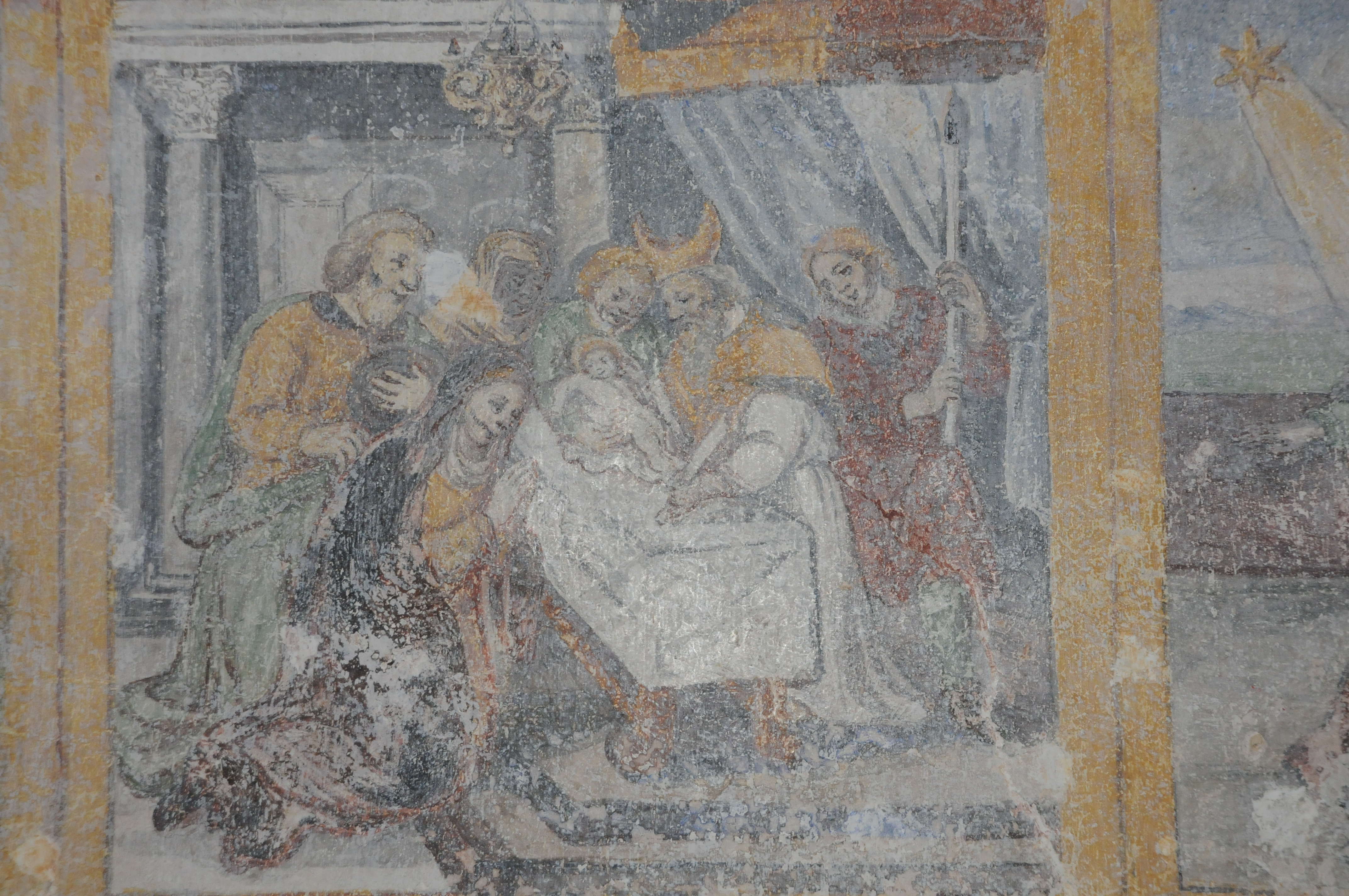
Fresko der Darstellung des Herrn in der Silvesterkapelle
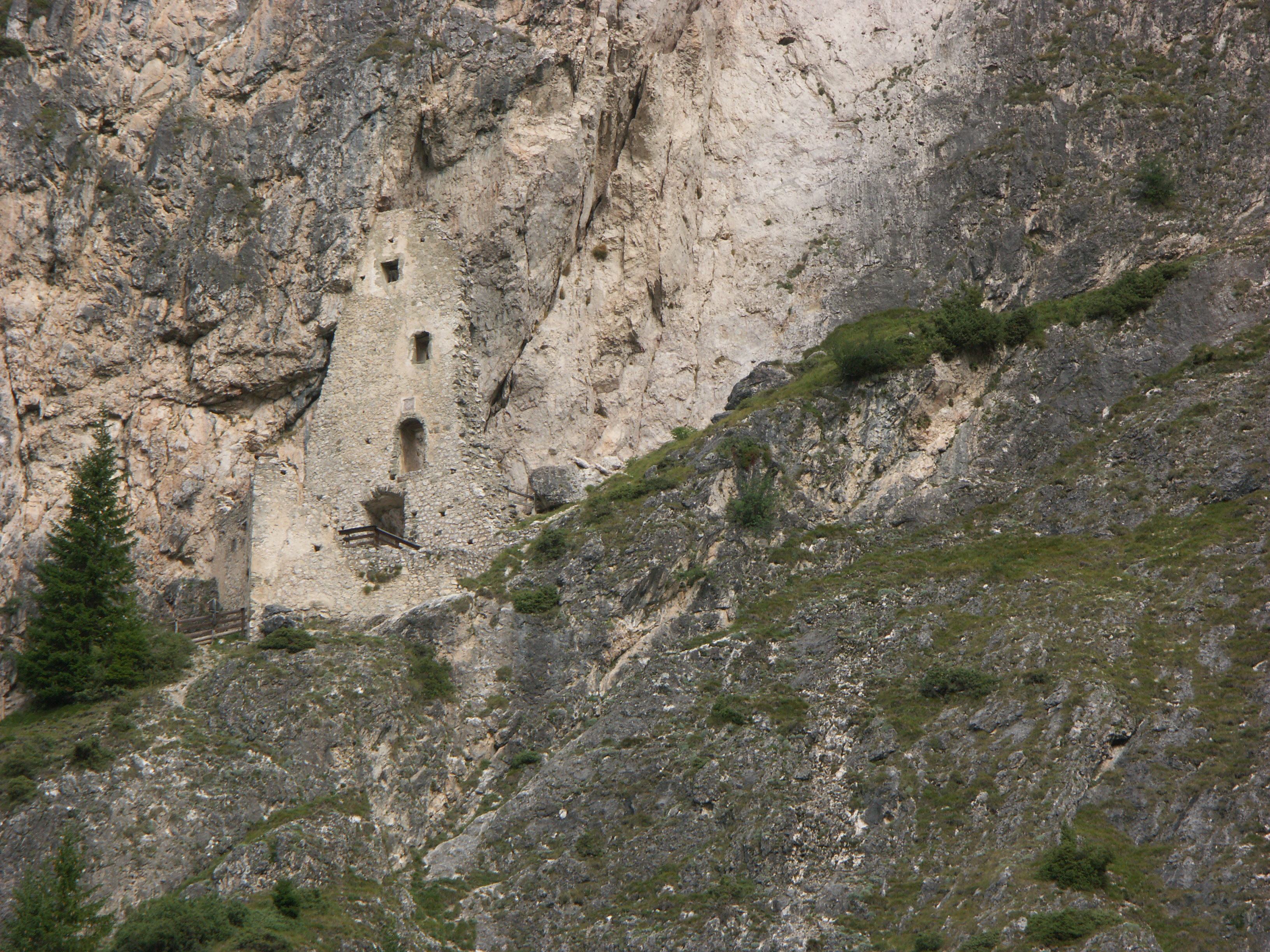
Burgruine Wolkenstein, nur noch die Talwand ist erhalten
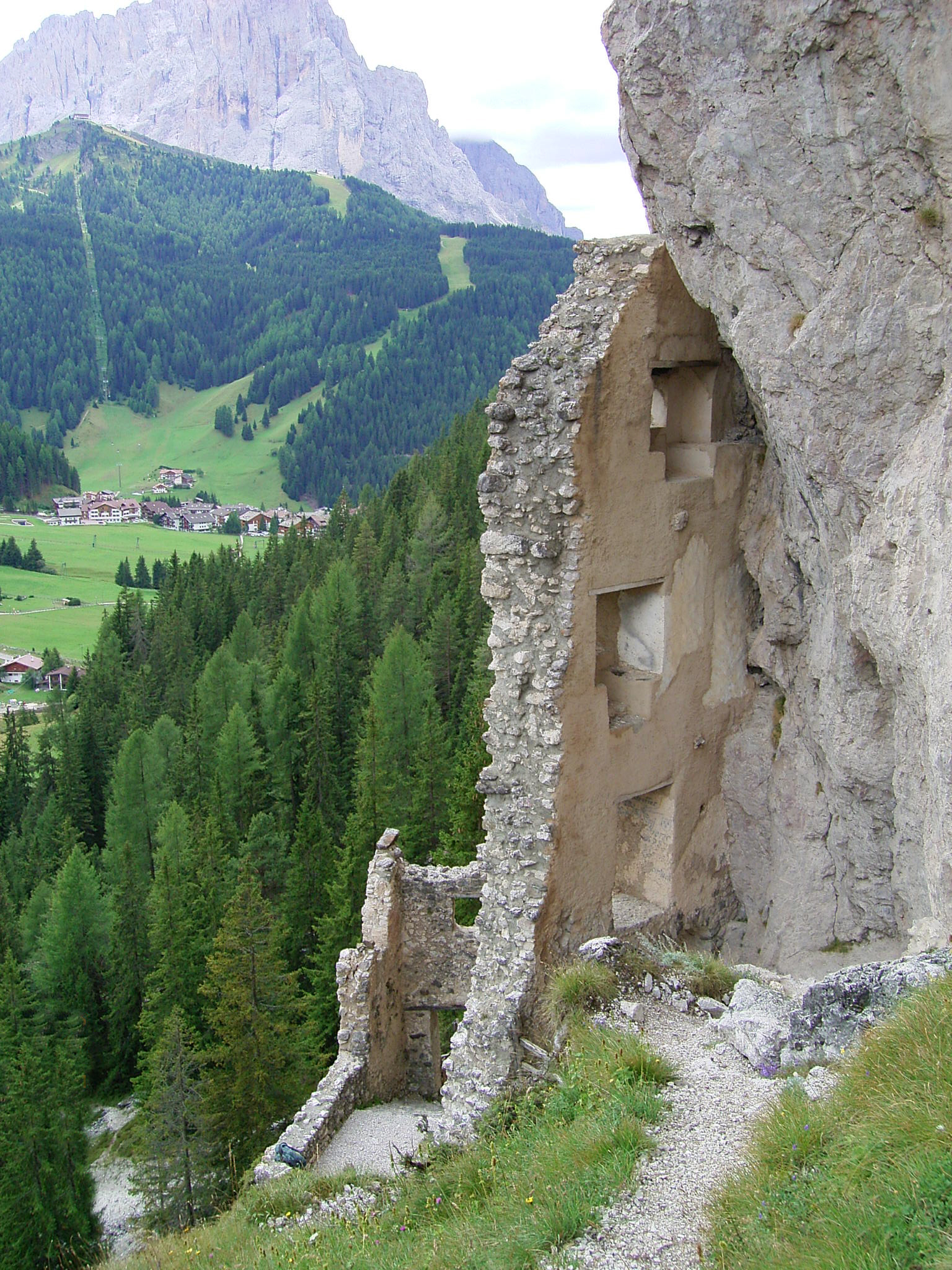
Burgruine Wolkenstein, die Talwand
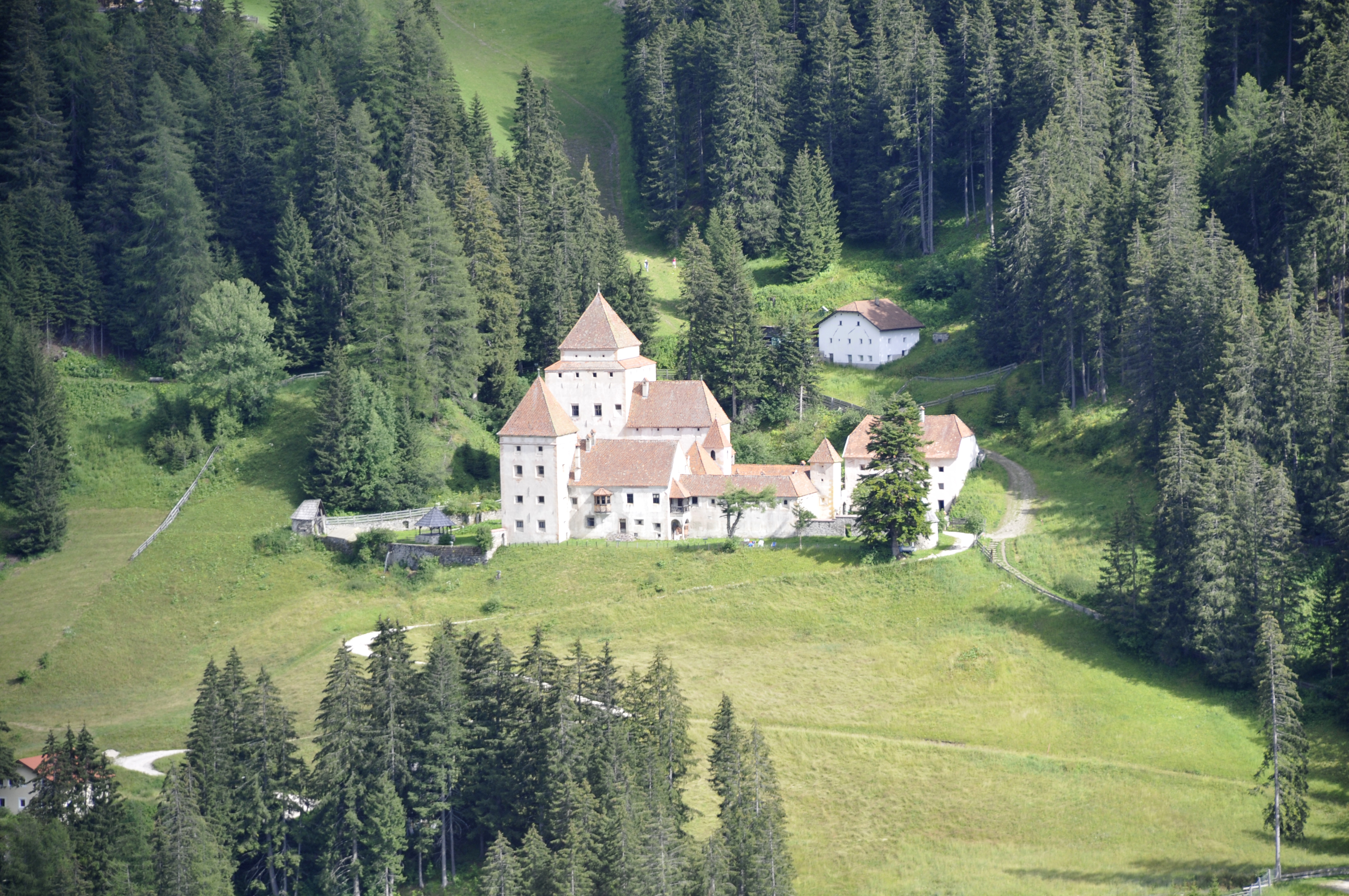
Fischburg